# Chronologie des faits économiques et sociaux dans les années 1960
Chronologie de l'économie
Années 1950 - Années 1960 - Années 1970

## Événements

### Afrique
- 1960 :
  - la France fournit 83,9 % des importations de l’Algérie et lui achète 80,8 % de ses exportations[1].
  - 82 % des grandes entreprises du Congo belge sont aux mains de capitaux étrangers[1].
  - les huileries d’arachide assurent 80 % des exportations du Sénégal en valeur[2]. 76,7 % de la population active travaille dans le secteur primaire[3].
- 1960-1970 :
  - en Afrique subsaharienne, le taux de croissance annuel moyen du PIB par habitant est de 1,7 %[4]. La part de l’agriculture dans le PIB passe en moyenne de 47 % en 1960 à 40 % en 1965, 35 % en 1970 ; dans le même temps, la part de l’industrie s’accroît de 17 % à 20 % puis à 23 %, tandis que le secteur tertiaire prend la première place avec 41 % en 1970.
  - l’aide de la France à ses anciennes colonies s’élève à 1,38 % de son PNB en 1960 (0,66 % en 1970). La Grande-Bretagne y consacre 0,56 % de son PNB en 1960 (0,37 % en 1970), la Belgique 0,88 % (0,46 % en 1970)[5].
- 1962 : mise en place de la Caisse de stabilisation et de soutien des prix des produits agricoles (CSSPPA) en Côte d'Ivoire[6].
- 1965-1973 : les taux de croissance moyen du PIB en Afrique varient entre 1,4 % (Niger) et un peu plus de 9 % (Côte d'Ivoire, Zimbabwe, Burundi). Le Botswana connaît un taux exceptionnel de 14 % (diamants) ; la majorité des pays se situent entre 3 % et 4 %[7].
- Mai 1968 : grèves ouvrières, étudiantes et lycéennes au Sénégal. Grève des mineurs en Mauritanie[1].
- 1968 : au Sahel, les pluies de mousson ne se produisent pas et lors de l’année 1972, les pluies sont inférieures de 17 à 45 % en Mauritanie et de 23 % à Dakar[8] : c’est le début d’une longue période de sécheresse qui ne s’achève réellement qu’en 1988[9].

- Les décennies 1960 et 1970 connaissent une croissance spectaculaire des secteurs producteurs de rente (exportations agricoles, production minière et pétrolière). Les structures économiques coloniales et les déséquilibres se maintiennent : recul ou stagnation des productions vivrières alors que la croissance démographique reste élevée (3 % par an) ; importation croissante des biens alimentaires et des biens intermédiaires destinés aux industries ; faible compétitivité des industries nationales ; instabilité des cours des matières premières ; étroitesse des marchés intérieurs et insuffisance de l’épargne intérieure ; lourdeur des dépenses publiques ; surévaluation des monnaies en particulier dans la zone CFA ; déficit du commerce extérieur en produits manufacturés ; inadaptation des projets industriels ; insécurité alimentaire.

#### Égypte
- 1960-1965 et 1966-1970 : plan quinquennaux en Égypte. L’URSS continue à apporter son aide économique, notamment pour le financement des travaux du barrage d’Assouan et la création d’une industrie lourde[10]. Le revenu national progresse en moyenne de plus de 6 % par an entre 1959 et 1965[11].

- 1961 : l’échec de la RAU amène Nasser à modifier sa politique. Son idéologie prend une orientation nettement socialiste. Il veut établir la justice sociale, l’égalité des chances et former un grand corps social unique sous l’autorité de l’État. Il accélère les nationalisations (« lois socialistes de juillet[12] »), dépossède les communautés étrangères (Syriens, Libanais, Grecs), détruit le capitalisme égyptien[13]… L’essentiel de la production égyptienne se tourne vers le marché intérieur. Les exportations vers les autres pays arabes sont freinées. L’économie est soutenue par l’URSS (aides techniques et économique) et par les États-Unis, qui livrent des céréales. À partir de 1965, le modèle économique nassérien s’essouffle. L’absence d’exportations entraîne une crise des changes liée à l’épuisement des devises étrangères. Un plan de stabilisation est mis sur pied avec le FMI. La livre égyptienne est dévaluée de 40 %, les prix sont augmentés, les investissements réduits.

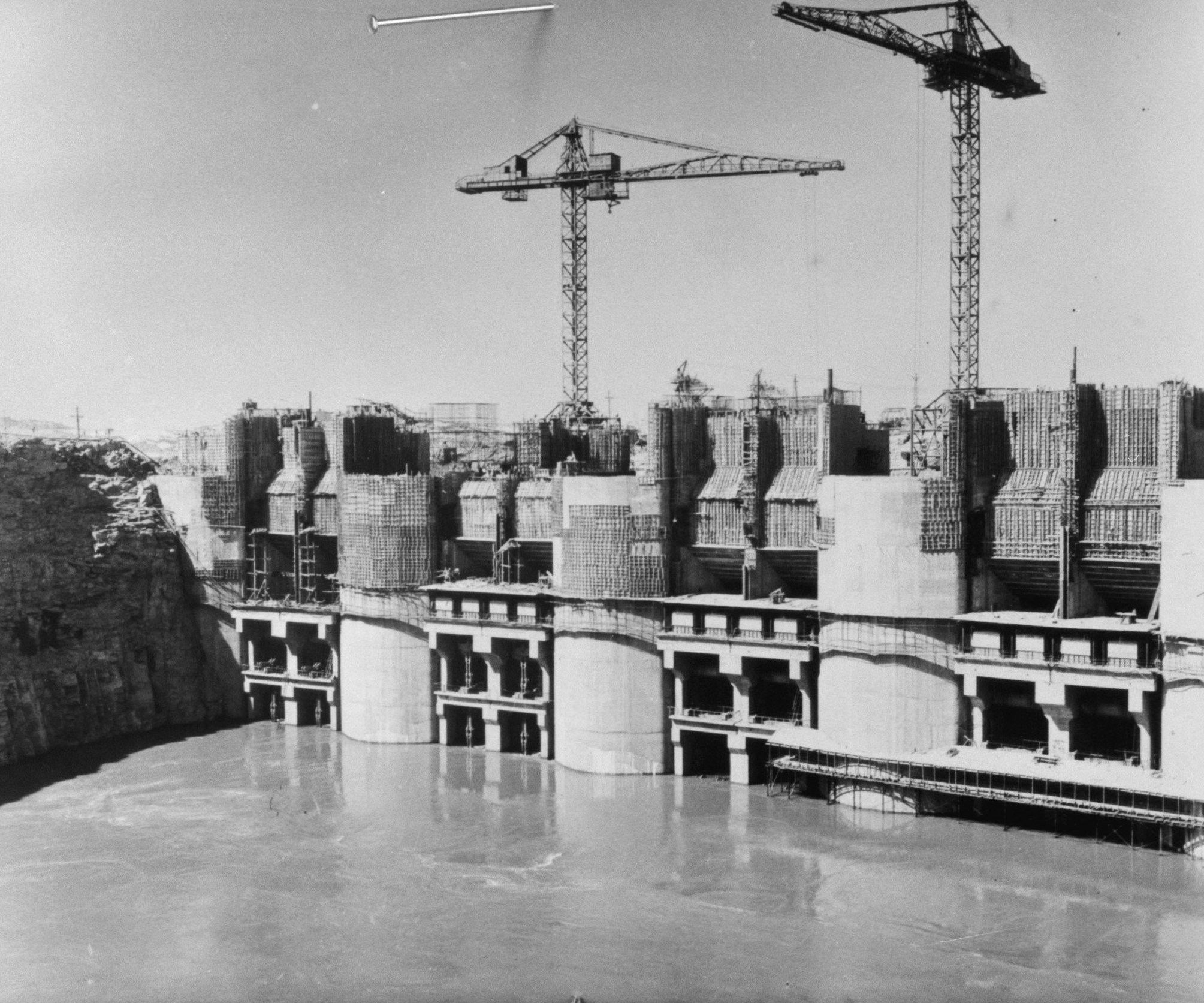
Le chantier du barrage d'Assouan en janvier 1965.

- 30 novembre 1965 : création d'un Conseil national suprême du planning familial. Nasser lance une politique de planning familial[14]. La croissance démographique passe de 2,54 % par an de 1960 à 1965 à 2,28 % de 1966 à 1976[15].
- 1965 : le nombre d’enfants scolarisés est passé de 1,8 million en 1950 à 4,6 millions en 1965.
- 1966-1967 : le secteur public représente 90 % de la valeur ajoutée dans les établissements industriels de dix employés ou plus[12].
- 1967 : pendant la guerre des Six Jours, Nasser chasse les derniers Juifs d’Égypte[16].
- Novembre 1967 : début de l'exploitation de l'énergie hydroélectrique du Haut barrage d'Assouan[17] ; elle permet l'électrification du pays.

### Amérique
- 1960-1973 : l’usage du crédit à la consommation des biens durables  (voitures...) introduit aux États-Unis dès les années 1920 augmente régulièrement ; il passe de 10,9 % du PNB en 1960 à 12,6 % en 1967 à 13,9 % en 1973[18].
- 1960-1970 : réduction de la pauvreté aux États-Unis qui passe de 22 % à 12,5 % de la population[19].
- 1961 : le plan Vallejo (es) entre vigueur en Colombie pour stimuler les exportations non traditionnelles en exonérant les entreprises exportatrices des droits sur les intrants importés[20]. Il permet de développer la production de fleurs coupées à partir de 1965[21].
- 1961-1963 : Kennedy lance aux États-Unis une politique budgétaire inspirée par Walter Heller (baisse des impôts pour favoriser la relance) et une politique sociale afin de lutter contre la pauvreté[22].
- 1961-1970 : forte croissance du commerce intrarégional en Amérique centrale ; les exportations intrarégionales sont multipliées par dix, atteignant 26,2 % du total des exportations de la région. En 1970, le Guatemala et le Salvador drainent à eux deux 61,5 % du commerce régional contre 6,3 % pour le Honduras et 16,1 % pour le Costa Rica et le Nicaragua[23].
- 1962-1967 : stagnation de la croissance au Brésil[24].
- 1962 : en Bolivie, dix ans après le début de la révolution, le PNB par habitant a baissé de 20 %, la production d’étain de 40 % et même les paysans bénéficiaires de la réforme agraire se montrent mécontents. La corruption et l’inefficacité affaiblissent considérablement l’économie et rendent délicate la stabilisation du régime. L’inflation galopante ruine les petits épargnants, affaiblissant le soutien parmi les couches moyennes[25].
- 1965 : 11 250 000 élèves fréquentent les établissements d’enseignement primaire, secondaire et supérieur au Brésil. Trente universités regroupent 155 000 étudiants[26].
- 1966-1970, Mexique : plan du président Gustavo Díaz Ordaz de développement et de planification économique et social[27].
- 1967 : 
  - les mesures prise par le gouvernement militaire et le ministre des Finances Antônio Delfim Netto jugulent l’inflation au Brésil[28].
  - lancement du projet Jari par le milliardaire américain Daniel K. Ludwig, qui consiste à implanter un complexe industriel fondé sur la production de pâte à papier dans l'État du Pará, au Brésil[29].
- 1968 : Fidel Castro donne la priorité à la consolidation d’une économie socialiste à Cuba[30].
- 1968-1973 : « miracle économique brésilien » avec des taux de croissance annuels de plus de 10 %[24].

### Asie
- 1960-1962 : famine au Tibet au cours de laquelle 340 000 Tibétains sont morts[31].
- 1960, Indonésie : loi agraire du 24 septembre 1960 fixant des maxima de propriété foncière variable selon les régions (UUPA 1960). Les plantations deviennent progressivement des propriétés d’État[32]. Plan de huit ans prévoyant l’accroissement du secteur industriel (1961-1968). Il ne peut être mis en œuvre en raison des difficultés économiques[33].
- 1961 :
  - promulgation de la loi fondamentale sur l’agriculture au Japon dans le but de favoriser les rendements agricoles[34].
  - la septième pandémie de choléra, endémique aux Célèbes, se répand en Asie et au Moyen-Orient[35].
- 1961-1965 : inflation en Indonésie ; la monnaie en circulation double chaque année entre 1961 et 1964 et triple entre 1964 et 1965. Les prix grimpent. Le déclin économique se poursuit. L’armée et les communistes (PKI) devenant plus puissants, la tension augmente entre les deux groupes[33].
- 1965 :
  - le Moyen-Orient devient la première région productrice de pétrole ; sa part dans la production mondiale passe d'environ 20 % de la production mondiale de 1954 à 1957 à 30 % en 1969-1970[36].
  - les raffineries sont placées sous contrôle gouvernemental en Indonésie[33].
- Novembre 1965-juillet 1970  : le miracle économique japonais continue ; avec une croissance du PNB de 11,5 % par an en moyenne, le boom Izanagi fait du Japon la 2e économie mondiale dès 1968[37].
- 1966 : ouverture de la première zone franche industrielle de Taïwan à côté du port de Kaohsiung[38]. Après son succès, elle sera suivie par deux autres en 1969.

Timbre indien de 1968 commémorant la Révolution verte.

- 1966-1967 : famine du Bihar en Inde. Des scientifiques américains conduits par Norman Borlaug ont démontré que certaines semences mexicaines pourraient augmenter considérablement la production. Les premières semences sont importées en quantité à partir de 1967 à l'initiative de Monkombu Swaminathan, « père » de la révolution verte en Inde[39]. La récolte de céréales passe de 10 à 12 millions de tonnes en 1964 à 20 millions en 1969. L’Inde acquiert son indépendance alimentaire[40].

- 1968 : fondation en Indonésie d’une société nationale, la Pertamina, issue de la fusion de deux sociétés d’État, pour assumer le circuit intérieur des produits pétroliers[41].

- Le Laos, pays peu peuplé (6 habitants au km² en 1960), est composé d’une mosaïque d’ethnies. Les Lao, principalement installés dans la vallée du Mékong où ils pratiquent la riziculture irriguée, forment l’unité dominante et représentent avec les autres groupes thaïs la moitié de la population. Les montagnards du Nord se composent de plusieurs groupes, arrivés de Chine il y a plusieurs siècles —Yaos et Hmong (Meo) — qui cultivent des parcelles gagnées sur la forêt par brûlis (ray), et d’un petit groupe d’origine tibéto-birmane. Au Sud vivent les Lao Theung (ou Khas, terme péjoratif), un groupe « proto-indochinois » vivant d’une agriculture itinérante sur brûlis.

### Europe

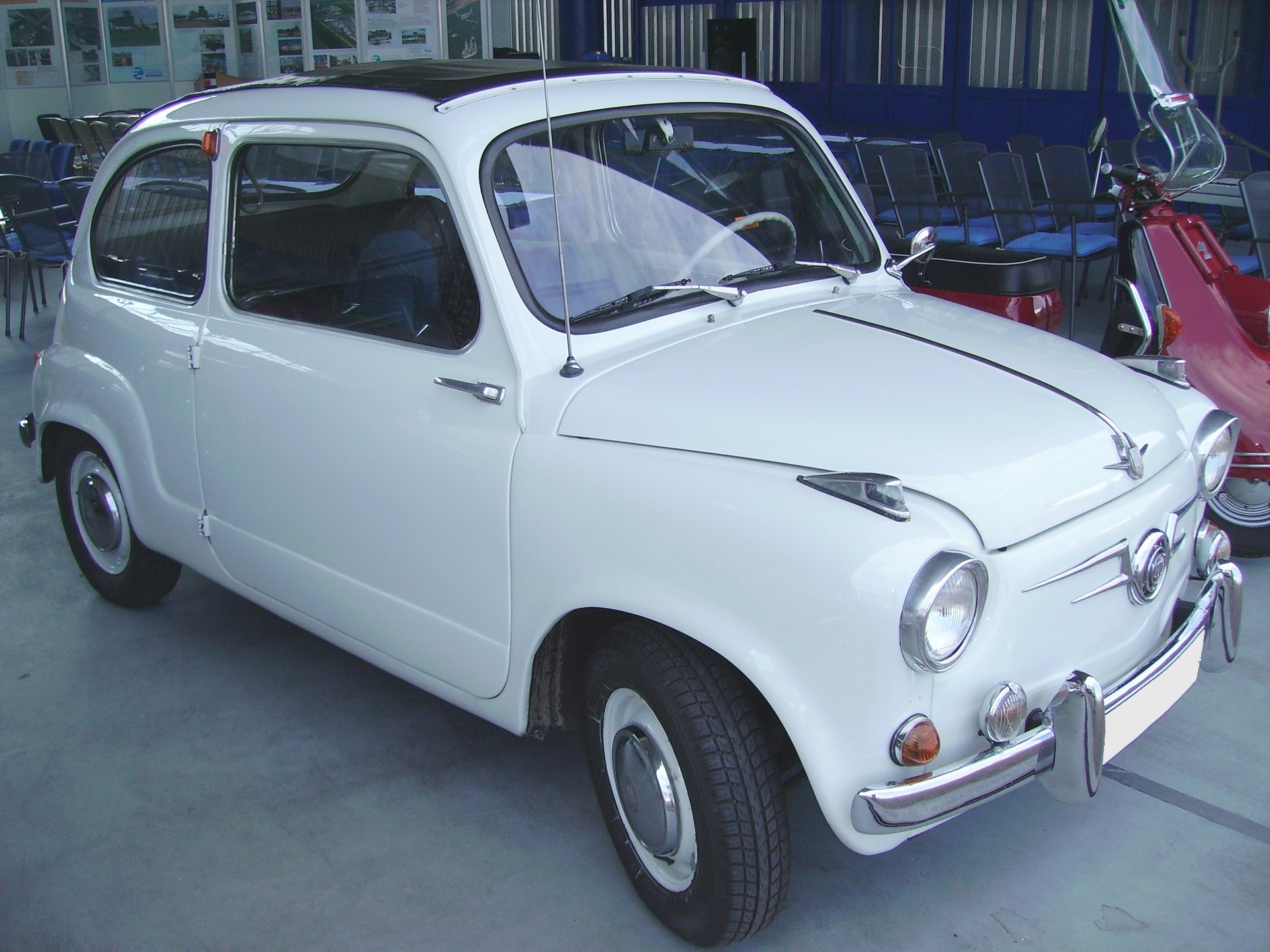
La Seat 600, symbole du « Miracle économique espagnol ».

- 1959-1974 : mise en place d'un plan de stabilisation en Espagne par les ministres du commerce Alberto Ullastres et des Finances Mariano Navarro Rubio avec l'aide technique et financière de l'OCDE et du FMI[42]. Elle met fin à vingt ans d'autarcie et permet le « Miracle économique espagnol » par le passage d'une économie contrôlée à une économie libérale. Entre 1959 et 1973, la croissance économique atteint 5,8 % par an en moyenne, avec des pics à 10 ou 11 %, les investissements étrangers sont multipliés par 27 et représentent 20 % des investissements industriels, le nombre de touristes passe de 4 à 35 millions et les revenus du tourisme augmentent de 126 millions de dollars à plus de trois milliards, les exportations sont multipliées par 14, les importations par 13[43]. Le déplacement des personnes n'est plus entravé. L'émigration est forte des zones rurales aux faibles revenus (Andalousie, Galice, Estrémadure) vers les centres industriels de Catalogne et du Pays basque, puis l'Europe (deux millions d'immigrants espagnols vers l'Europe dans les années 196 0). Entre 1961 et 1965 les migrations internes concernent 2,1 millions de personnes et 3,7 millions de personnes changent leur lieu de résidence. Dans les années 1960, Barcelone accueille 43 % de la migration interne, Madrid 39 % et le Pays basque 14 %[44].
- 1959-1964 : second plan de développement au Portugal[45]. Le plan d'irrigation de l'Alentejo prévoit la construction de barrages, dont celui d'Alqueva commencé en 1995 et mis en service en 2004[46].
- 1960 : en Espagne, 41,6 % des actifs travaillent dans le secteur primaire, 30 % dans le secteur secondaire, 28,1 % dans le tertiaire[47]. La population active, en forte croissance dans les années 1950, stagne dans les années 1960, par les effets du vieillissement de l'immigration et de la baisse de la durée moyenne de la vie active. Cette stagnation n'affecte pas le développement économique du pays, facilité par une grande fluidité du marché du travail du secteur primaire vers les secteurs secondaire et tertiaire[48]

- 1960-1970 : le nombre de touristes qui visitent le Portugal passe de  352 000 en 1960 à 1 000 000 en 1964, 1 900 000 en 1966 et 3 000 000 en 1970[49].

- 1961-1965 : la production d’électricité en Espagne, qui était de 2,6 milliards de kWh de moyenne annuelle en 1946-1950, dépasse 26 milliards ; elle est multipliée par deux en 1969 (52 milliards), puis approche les 81 milliards en 1974[50].

- 1962 : refonte du système bancaire en Espagne. Libéralisation et séparation des banques de dépôt et d’affaires pour faciliter l’entrée des capitaux étrangers[51].
- 1965 : une automobile pour sept habitants dans le Marché commun[52].
- 1966-1967 : contestation ouvrière en Espagne[53].
- 1968-1973 : troisième plan de développement au Portugal, axé sur une répartition plus équitable des revenus et la rectification progressive des disparités régionales[49].
- 1969 : excédent du budget de la RFA[54]. Les budgets des décennies suivantes sont toujours votés avec un déficit.

- Portugal : le pays s’ouvre aux capitaux étrangers. 800 entreprises seront créées ainsi entre 1965 et 1970[55]. Le BIB augmente de 6,4 % par an en moyenne entre 1960 et 1973 ; 42 % de la population active travaille dans le secteur primaire en 1960, 33 % en 1970. 1,5 million de Portugais émigrent entre 1957 et 1974 (75 % vers la France)[56].

#### France
- 1959-1963 : la balance commerciale de la France est excédentaire[57].
- 1960 :
  - les prestations sociales représentent 15,4 % du revenu des ménages français[58]. Elles passent de 13,3 % du PIB en 1960 à 22,7% en 1980, avec une progression de 6,4 % par an entre 1965 et 1974, puis de 7,2 % de 1974 à 1980[59].
  - 666 000 faits de délinquance enregistrés sur le territoire national[60].

- 1960-1961 : excédent budgétaire (1,2 % du PIB)[61].
- 1960-1968 : succès de la politique de désinflation initiée en 1958 (plan Pinay-Rueff) ; l'inflation passe sous la barre des 4 %[62].
- 1960-1970 : le taux de prélèvements obligatoires passe de 32,2 % à 35,1 % du PIB[63]. La part des dépenses publiques dans le PIB passe de 35,9 % à 39,6 %[59]
- 1961-1962 : 1 818 000 élèves dans les établissements publics de second degré. 232 600 étudiants dans les universités[64].
- 1963 : plan de stabilisation du ministre des finances Valéry Giscard d'Estaing, visant à lutter contre l'inflation par une restriction des crédits, un blocage des prix et un contrôle des changes[65]. L’inflation chute de 5 % en 1963 à 2,5 % en 1965.
- 1963-1969 : la productivité augmente de 5,8 % par an en moyenne[64].
- 1965 : 
  - 996 000 tracteurs (1 105 000 en 1975)[64].
  - la télévision équipe 42 % des foyers (5 000 000 de téléviseurs)[66]
  - le groupe Esso lance sa publicité sur le thème « Mettez un tigre dans votre moteur ». Dès la première année ses ventes progressent de 22 % contre 8,3 % pour l'ensemble de ses concurrents[67].
  - en décembre, pour pallier l'insuffisance d'hôtel trois étoiles, surtout en région, les pouvoirs publics demandent au Crédit hôtelier de favoriser la création de chaînes hôtelières en prenant pour modèle les chaînes américaines comme Holiday Inn. La chaîne Novotel est créée en 1967 et la chaîne Frantel en 1968.
- 1965-1968 : accélération des mouvements de concentration des entreprises (1500 en 1965) à la veille de la suppression des droits de douane au sein du Marché commun prévue pour 1968. Les entreprises s'allient pour constituer des groupes industriels susceptibles de se défendre face à la concurrence européenne[68].
- 1966 : le déficit commercial de la France se creuse après une période d'excédents entre 1959 et 1963. Il atteint 5 milliards de francs, soit 10 % du montant des échanges. En juin des mesures sont prises à l'initiative du ministre du Commerce extérieur Charles de Chambrun : assurance-prospection, garantie de l'État pour les emprunts destinés à financer les implantations commerciales, avantages fiscaux pour les PME se regroupant pour exporter, réforme du statut des conseillers du commerce extérieur[69]. La France ne revient à un solde positif qu'en 1970.

- 1967 : 483 300 étudiants en 1967-1968 pour 157 000 en 1956[70].
- 21 août 1967 : ordonnance réformant la sécurité sociale[71].
- 1er janvier 1968 : entrée en vigueur de la TVA généralisée[72].
- 1968-1973 : poussée inflationniste à 6,4 % ; le plan de redressement économique et financier du ministre des Finances Valéry Giscard d'Estaing permet de ralentir l'inflation[62].
- 1969 :
  - dévaluation de 11,1 % du franc[73].
  - la télévision équipe 60 % des foyers (10 000 000 de téléviseurs)[66].

#### Royaume-Uni
- 1961 :
  - 7,5 millions de personnes vivent en dessous du seuil de pauvreté. Le recensement de 1961 fait état de 400 000 personnes de couleur. Ils seront 1,5 million dix ans plus tard, soit 3 % de la population totale[74].
  - la styliste Mary Quant lance la minijupe à Londres[75].
- 1962 : 
  - création d’un Conseil du développement économique (NEDC), qui consacre le principe de l’économie régulée. Institution d’une Commission nationale des revenus (NIC), pour éviter les effets néfastes de l’emballement des salaires sur les prix[76].
  - deux tiers des ménages au Royaume-Uni possèdent la télévision et la moitié une automobile. Le nombre des abonnés au téléphone a doublé depuis 1951 avec 8,5 millions atteint et 30 % des ménages possèdent leur logement (25 % en 1951).

- 1962, 1968, 1971 : lois sur l’immigration restreignant les conditions d’entrée au Royaume-Uni[77].
- Après 1964 : réforme scolaire permettant aux autorités locales de mettre sur pied des établissements polyvalents rassemblant tous les élèves sans tenir compte de leur origine sociale[78].
- 1964-1967 : crise monétaire annonçant une période de difficultés économiques[79]. En septembre 1965, le ministre des Affaires économiques George Brown présente un projet planification quinquennale qui se fixe comme objectif une croissance annuelle du revenu national de 3,8 %. Les difficultés monétaires empêchent le plan d’être appliqué et le ministère est supprimé en 1967[80].
- 1966 :
  - création d’un Conseil des restructurations industrielles pour faciliter la concentration industrielle (naissance de British Leyland et de International Computers Limited en 1968). Création d’un Conseil national de la recherche et du développement[81].
  - 600 000 demandeurs d’emploi[74].
- 1967 : 
  - dévaluation de la livre sterling de 14,3 % à la suite de l’accumulation des déficits des paiements internationaux[82]. Mesures déflationnistes destinées à assainir les comptes, qui permettent d’afficher en 1969 un excèdent de 387 millions de £[74].
  - renationalisation de la sidérurgie. Création de la British Steel[83].
- 1968 : les dépenses publiques représentent 35 % du PNB au Royaume-Uni (30 % aux États-Unis, 23 % au Japon).
- 1968 : échec d’un projet de loi donnant à l’État des pouvoirs d’intervention accrus dans les conflits du travail[84].

#### Europe orientale et URSS
- Dans les années 1960, le taux de croissance moyen de l’industrie roumaine est l’un des plus élevés d’Europe de l’Est. La production industrielle roumaine a quintuplé entre 1938 et 1960 puis a été multipliée par deux entre 1960 et 1970. À partir de 1965, la Roumanie s’ouvre au tourisme occidental (Station balnéaire de Mamaïa).
- Recollectivisation de l’agriculture en Hongrie au début des années 1960. Les coopératives obtiennent une assez large autonomie de gestion, de production et de commercialisation. Elles admettent les anciens koulaks, parfois comme directeurs. Le système marche et la pénurie alimentaire disparaît.
- Yougoslavie : le commerce extérieur yougoslave avec l’URSS et les autres états communistes augmente, mais 70 % du commerce se fait avec l’Ouest et les pays neutres. En 1965-1966, des réformes économiques produisent une « révolution économique ». Le contrôle du gouvernement central diminue encore et plus de responsabilités sont données aux entreprises individuelles et aux syndicats.

- 1959-1965 : plan septennal en Union soviétique. Les efforts se concentrent sur les industries chimique (engrais, plastique et caoutchouc).
- 1963 : récolte catastrophique en Union soviétique, qui doit importer 18 millions de tonnes de céréales pour éviter la famine[85],[86]. Les récoltes désastreuses des années 1963, 1965, 1969, 1972 et 1975, sont dues aux conditions climatiques mais aussi à l’inefficacité du secteur agricole collectivisé et à l’exode rural des jeunes gens vers les villes. Pour éviter la famine, l’URSS est contrainte de faire des achats massifs de blé au Canada et aux États-Unis, ce qui accroit sa dette extérieure.
- 1965, URSS : réformes économiques lancées sous l’impulsion du Premier ministre Alexis Kossyguine pour pallier les dysfonctionnements du système et établir des mécanismes de marché susceptibles de lui donner plus d’efficacité[87]. Evseï Liberman et d’autres économistes soviétiques proposent, à partir de 1965, d’assouplir quelque peu la planification centralisée afin d’accroître la rentabilité des investissements et de stimuler la productivité. Sans pour autant mettre en question la propriété collective des moyens de production, ces économistes préconisent d’accorder aux entreprises une relative autonomie par rapport au Plan et de restaurer la norme du profit. Kossyguine puis Brejnev, reconnaissant que les méthodes de gestion sont en retard sur les capacités de production, se rallient bientôt à ces idées. Un projet pilote est lancé en juillet 1965 auquel participent quatre cents fabriques de vêtements et de chaussures ; rompant avec l’usage établi, celles-ci basent leur production sur les commandes reçues plutôt que sur les quotas fixés par le gouvernement. L’expérience est bientôt étendue à l’industrie, à l’agriculture, aux entreprises de transport, au bâtiment et aux communications. Une législation appropriée est adoptée par le Soviet suprême dès le mois d’octobre : à chaque entreprise est attribuée un capital d’exploitation et un budget salarial, mais c’est à la direction locale de décider de l’utilisation du capital, du versement des salaires (à l’heure ou à la pièce) et de l’octroi de primes. En 1969, un tiers de la production nationale est assuré par des entreprises fonctionnant sous le système Libermann. L’expérience tourne court, car elle met en cause l’autorité du parti sur les entreprises et porte en germe l’affaiblissement des organes centraux. Au cours des années 1970, l’approche de Libermann sera progressivement abandonnée.
- 1966 : 
  - la production industrielle en République fédérale socialiste de Yougoslavie a plus que doublé par rapport à 1957. La part du PNB accumulée et distribuée par le gouvernement fédéral est tombée de 70 à 30 %.
  - en République populaire de Hongrie, le Comité central du Parti socialiste ouvrier hongrois reconnait que le pays manque de cadres responsables et compétents pour développer un secteur concurrentiel ainsi que des relations commerciales avec l’Europe de l’Ouest. Il décide qu’à partir du 1er janvier 1968, la Planification ne fixera plus que les « options essentielles de l’économie ».

- 1966-1970 : le nouveau plan quinquennal soviétique prévoit de quadrupler la production d’automobiles en passant d’une production de 200 000 à 800 000 unités. Fiat et Renault sont candidats à aider les soviétiques à monter des usines. En Ukraine, Fiat sera autorisé à construire une usine pour monter un modèle dérivé de la Fiat 124 et qui emploiera 20 000 ouvriers pour une production attendue de 300 000 unités. Renault obtient en juin 1966 un important contrat pour moderniser différentes usines existantes, notamment celles qui produisent la Moskvitch.

## Démographie
- 1960 : 34 923 129 habitants au Mexique[88], 3,6 en Bolivie, 7,6 au Chili, 10 au Pérou, 70,3 au Brésil, 6,8 à Cuba, 4,1 en Haïti, 3 en République dominicaine, 20,9 en Argentine, 1,8 au Paraguay, 2,6 en Uruguay, 1,2 au Costa Rica, 3,7 au Guatemala, 1,9 au Honduras, 1,5 au Nicaragua, 1 au Panama, 2,4 au Salvador, 15,5 en Colombie, 4,3 en Équateur, 7,3 au Venezuela.

- 1961 : recensement au Canada ; le pays compte 18 238 247 habitants[89].

- 273 millions d’habitants en Afrique (9 % de la population mondiale). 9 % de la population habite en ville en moyenne.
- 225 000 colons blancs et trois millions d’Africains en Rhodésie.
- 800 000 Mozambicains travaillent en Afrique du Sud.
- 45 % de la population sud-africaine habite en ville.
- Angola : 172 500 Blancs pour 4,6 millions de Noirs.
- 38 % de la population égyptienne habite en ville en 1960 (22 % dans des villes de plus de 100 000 habitants).